# Casa al carrer de Sant Sebastià, 36 (Palafrugell)
La casa al carrer Sant Sebastià, 36 és una obra neoclàssica de Palafrugell (Baix Empordà) protegida com a Bé Cultural d'Interès Local.

## Descripció
Casa unifamiliar entre mitgeres de planta baixa i dos pisos, amb tres crugies. Les obertures estan emmarcades amb pedra: porta, finestra, el portal i tres balconades -amb llosanes i baranes de forja- a cada pis.
El coronament és una cornisa motllurada i barana d'obra opaca. Al portal hi ha gravada la data 1872 i les inicials A.P.
Aquesta casa amb la veïna -més notable- de can Plaja formen un conjunt d'interés, característic dels casals unifamiliars de la burgesia local de la segona meitat del segle xix.